# Mandenkàs
|  | Aquest article és sobre el poble malinke. Pel que fa a la llengua, vegeu llengua mandenkà. |

Els mandenkà, (anomenats també malinkés, mandingues, mandinkés, mandés o manen per les autoritats colonials franceses i mandingo per les britàniques) conformen un grup ètnic d'Àfrica Occidental.

## Distribució
En l'actualitat existeixen prop de tretze milions de mandenkàs residint en diferents països de l'oest d'Àfrica, a Gàmbia, Guinea, Guinea Bissau, Senegal, Mali, Sierra Leone, Libèria, Burkina Faso, i Costa d'Ivori.

## Llengua
Els pobles mandenkà parlen diferents variants de la llengua mandenkà o mandingà, grup de les llengües mandé, una branca divergent de la família de llengües nigerocongoleses.

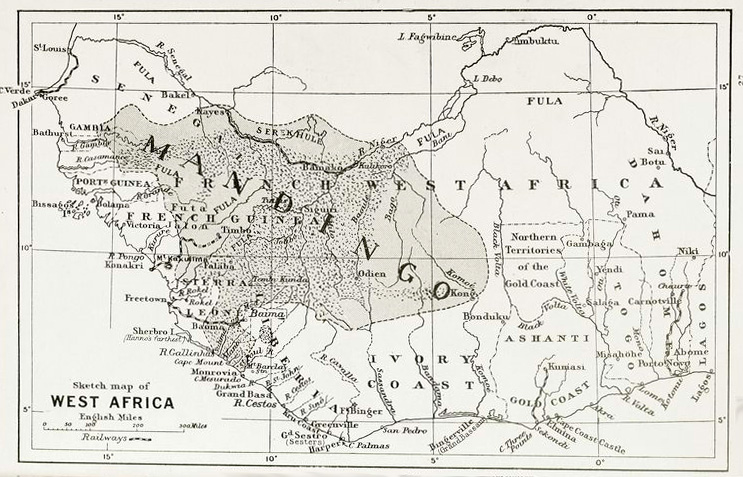
Mapa d'Àfrica Occidental mostrant els pobles mandinka, llengua i influència, 1906.

Les variants més comunes són el mandinkà a Gàmbia, Senegal i Guinea Bissau, el malinké a Guinea i Mali, el bàmbara a Mali i el julà a Costa d'Ivori i Burkina Faso.
El soninké és llengua mandé emparentada. Com d'altres idiomes africans de l'oest acaben en -ke o -ka (que significa 'originari de').
També parlen altres llengües com kriol i portuguès a Guinea Bissau, francès a Senegal, Mali, Costa d'Ivori, i Burkina Faso, i anglès a Libèria, Sierra Leone i Gàmbia.

## Història
Des dels punts de vista ètnic i cultural, els mandingues es relacionen de prop amb els fulbe i wòlofs de la costa atlàntica i els songhais del Sàhara. Algunes fonts diuen que el poble mandé es defineix més per la cultura i la llengua que per la pertinença ètnica, ja que són molts i diversos els grups ètnics que han adoptat la llengua, els noms i les tradicions mandé.
El poble mandé va emigrar des del sud de l'actual Mali cap al riu Níger i va arribar al Senegal, Gàmbia i al golf de Guinea, i aplegava als malinkes, soninkés, vais, konos, sussus, dialonkés, mendés, kpellés, bobos, samoghos, dans, samos i bisses. Els soninkés establiren l'Imperi de Ghana a partir del segle iii. Entre els segles XI i xii el clan dels keita unificà els pobles mandingues i van ser els fundadors del major dels antics imperis de l'oest africà.

### Preimperi de Mali
El regne mandinka de Mali o de manin existia ja diversos segles abans de la unificació de Sundiata, com a petit Estat al sud de l'imperi Soninké de Wagadu, més conegut com a Imperi de Ghana. Aquesta és una zona de muntanyes, sabana i boscs que proporcionen la protecció i els recursos ideals per a una població de caçadors. Els que no vivien a les muntanyes van formar petites ciutats estats com Toron, Ca-Ba i Niani. La llegenda conta que la dinastia Keita, de la qual descendeixen els emperadors de Mali, va tenir el seu origen en Bilal, un criat fidel del profeta Muhammad, originari de Keita.

### Imperi de Mali

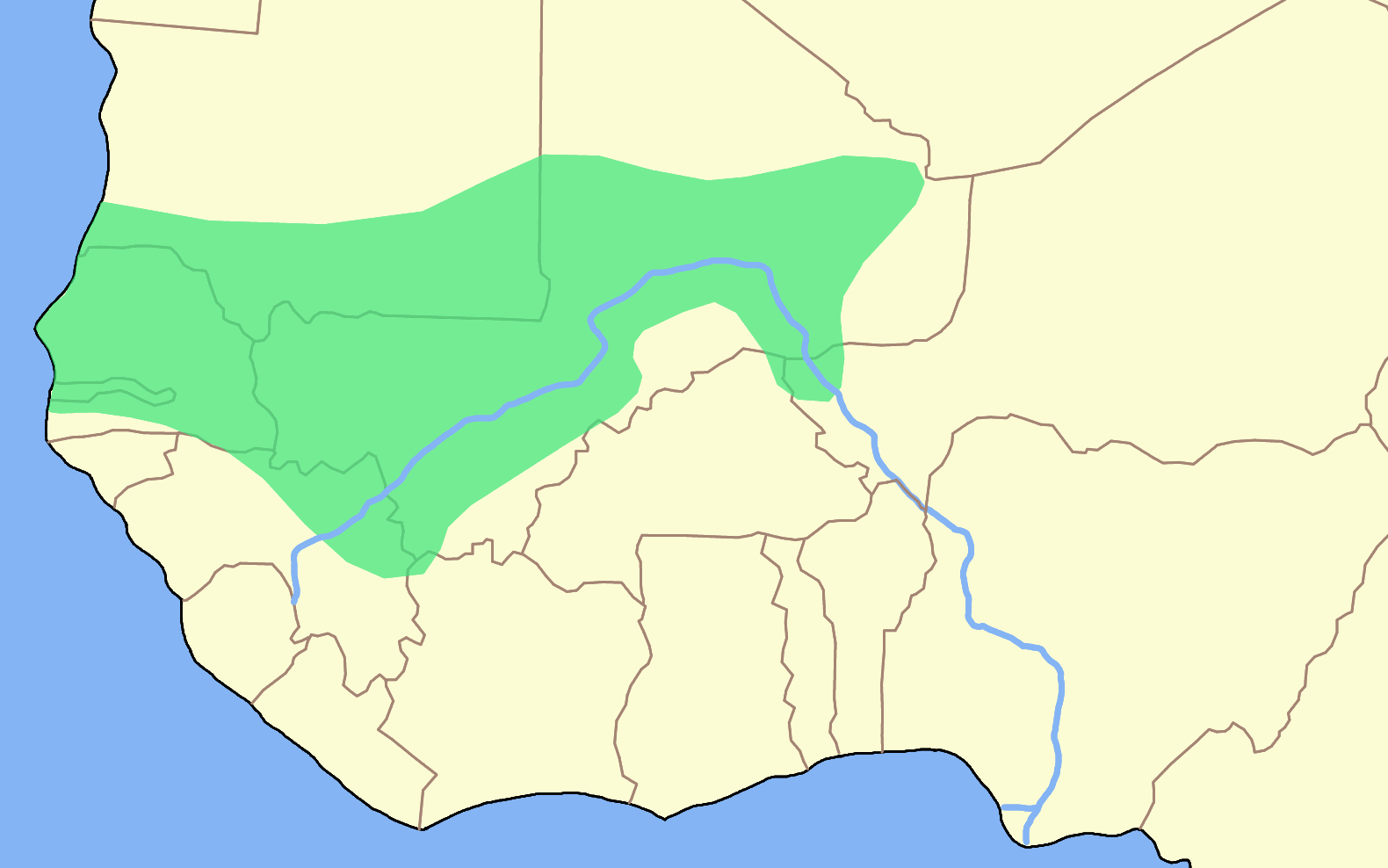
Imperi de Mali, c. 1350.

L'Imperi de Mali (1235-1546) va ser un Estat medieval, el nucli del qual era la regió de Bamako, en l'actual Mali. L'imperi va ser fundat per Sundiata Keita, qui els alliberà de la dominació del regne de Sosso de Soumangoro Kanté i proclamà la Kurukan Fuga o Carta de Mandé.
El regne era conegut per la seva generositat i la riquesa dels seus governants, especialment Mansa Kankan Musa I. L'Imperi de Mali va tenir una profunda influència en la cultura de l'Àfrica Occidental, permetent la difusió de la seva llengua, lleis i costums al llarg del riu Níger. Després van fundar el regne de Kaabu, que tenia una vintena de petits regnes, entre els quals van destacar: 

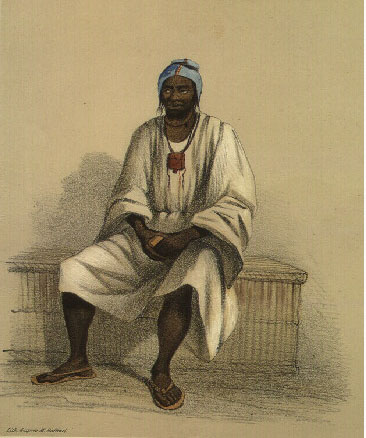
Mandinga del Bambouk (1846)

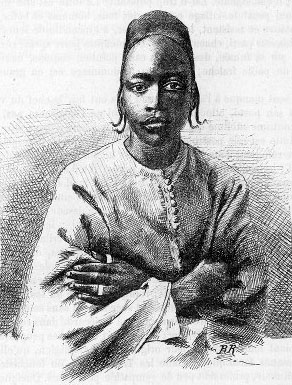
Mandinga del marge dret de l'alt Níger (1890)

- Els regnes bambara de Ségou i Kaarta, a Mali.
- El regne de Kaabu, entre el Senegal i Guinea Bissau.
- Le regne de Diarra, entre Mauritània i Mali.
- El de Galam, o Gadiaga, als marges del riu Senegal.
- El de Khasso, a l'oest du Mali.
- Els de Niani, Woulli, Bambouk, al Senegal oriental.
- El regne de Wassolo, a Guinea i Burkina Faso.

### Història postimperial

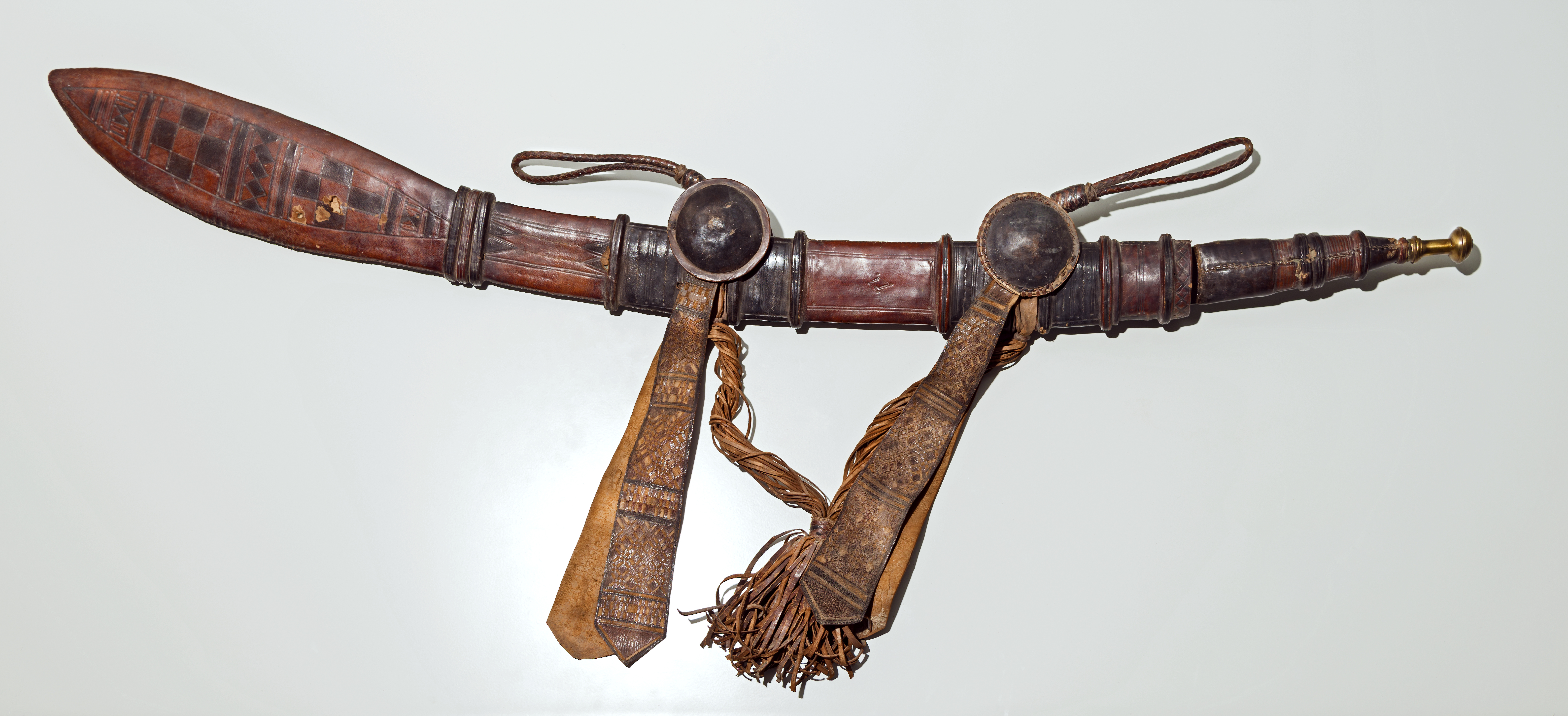
Sabre malinke

Després de la caiguda dels grans regnes de la vella pàtria mandé, molts van emigrar cap a la costa atlàntica. Entre aquests estaven els Manneh, soldats de l'anterior imperi de Mali que van envair la costa occidental d'Àfrica durant la primera meitat del segle xvi. No hi ha dubte quant al seu origen, per l'evidència dels seus vestits i armes (que van ser observades per aquell temps per viatgers europeus), la seva llengua, així com per la tradició manneh, registrada per escrit vora 1625. Els manneh van avançar en paral·lel a la línia de la costa de l'actual Libèria, lluitant amb cada grup tribal que van trobar. Van tenir èxit totes les vegades, i només van ser detinguts quan, en el nord-oest del que ara és Sierra Leone, van trobar als sosso, gent mandinga com ells, amb armes, organització militar i tàctiques similars a les seves. Entre 1855 i 1890, s'hi va expandir l'islam i van esdevenir musulmans.

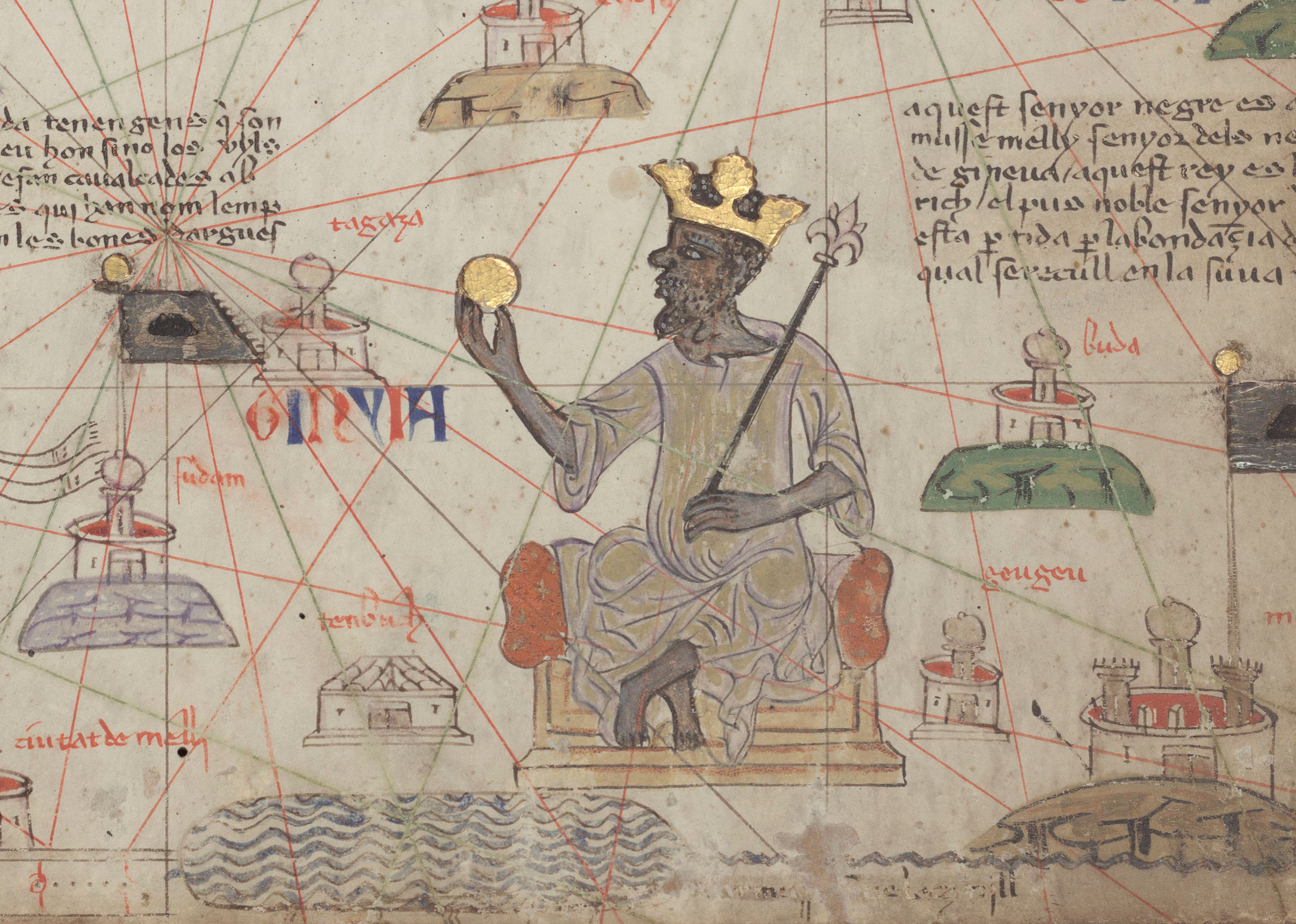
Mansa Musa a l'Atles Català

La colonització francesa va afectar en gran manera la vida mandé. Les guerres constants amb els europeus van costar la vida de milers dels seus soldats, van crear un creixent comerç a l'Atlàntic i van fixar fronteres colonials artificials que van dividir la població. No obstant això, la gent mande segueix sent políticament activa a la zona i ha escollit als seus propis presidents a diversos països.
Desafortunadament, el conflicte de molts anys amb altres tribus africanes s'ha exacerbat en el segle xx, doncs la desertificació els ha forçat constantment a emigrar al sud a la recerca de treball i d'altres recursos. Amb freqüència, això ha donat lloc a brots de guerra amb les poblacions aborígens assentades al llarg de la costa.

## Aspectes socials i culturals
La cultura dels malinkes, a diferència de la majoria dels africans, és patrilineal i patriarcal. Són predominantment musulmans, però encara que observen el rentat ritual i els resos diaris, molt pocs es vesteixen a l'estil àrab i poques dones usen el vel. Les pràctiques més famoses són les seves germanors d'homes o dones, conegudes com a Porus i Sande o Bundu, respectivament.
Tradicionalment, la societat malinke és aristocràtica, basada en un sistema de castes amb nobles i vassalls. Abans, com la majoria dels africans, també van tenir esclaus, sovint presoners de guerra i generalment de les terres que envoltaven el seu territori. Els descendents de reis i de generals anteriors mantenien un estat social més alt que els seus compatriotes nòmades o assentats. Amb el temps s'han igualat les diferències, corresponent amb la major o menor fortunes de cada grup. Encara que el mandinga va arribar a moltes de les seves actuals localitzacions com a invasor o comerciant, la majoria són avui agricultors o pescadors; encara hi ha també ferrers, pastors de bestiar, i són molt estimats els djelis o bards, que han mantingut viva la història del seu poble en forma de cants èpics.

### Religió
El poble malinke ha estat predominantment musulmà des del segle xiii. En àrees rurals, molts combinen la creença islàmica amb certes creences animistes preislàmiques, tal com la creença en esperits i l'ús d'amulets.

### Art
El seu millor art està en la joieria i les talles. Les màscares fetes a mà, associades a les fraternitats i a la germanor de dones del Marka i del Mendé, són probablement les més conegudes. Els malinké també produeix teles meravellosament teixides que són populars arreu l'Àfrica occidental, així com els collarets d'or i de plata, polseres, braçalets i pendents. Les campanetes en els collarets formen part d'una creença en què poden ser sentides pels esperits en sonar a tots dos mons, el dels avantpassats i el de la vida. Els caçadors malinke usen sovint una sola campana que pot ser callada fàcilment quan cal silenci. Les dones solen usar moltes campanes, produint un cant harmoniós en els poblats.

### Música tradicional
La més coneguda es toca amb el kora, un instrument amb 21 o més cordes, realitzada per les famílies dels músics, els djelis (en francès griots). El kora és una espècie d'arpa, amb un pont amb osques similar al d'un llaüt o una guitarra. És possible que sigui l'aparell de corda més complex d'Àfrica. Quant als djelis, són bards professionals, encarregats de mantenir les seves grans tradicions i històries èpiques orals, actuant també com a consellers dels líders de Manin. Entre els més celebrats en l'actualitat estan Salif Keïta, Kandia Kouyaté i Jaliba Kouyaté.

## Personatges destacats per país

### Sierra Leone
- Alhaji Ahmad Tejan Kabbah, President de Sierra Leone 1996-2007
- Haja Afsatu Kabba, Ex Ministre de Recursos Marins i Pesqueres de Sierra Leone; Energia i potència; terres
- Alhaji Mohamed Kemoh Fadika, Alt Comissionat de corrent de Sierra Leone per Gàmbia i ex Alt Comissionat de Nigèria, exambaixador a Egipte i l'Iran.
- Mabinty Daramy, viceministre de Comerç i Indústria
- Fode Dabo, exambaixador a Bèlgica, França, Holanda, Luxemburg i Itàlia i ex Alt Comissionat de Gàmbia.
- Alhaji Shekuba Saccoh, exambaixador de Sierra Leone a Guinea i exministre de Benestar Social
- Ibrahim Jaffa Condeh, periodista i presentador de notícies
- Neneh Dabo, ex director de la Comissió de Lluita contra la Corrupció a Sierra Leone (ACC).
- Mohamed Kakay, exmembre del Parlament de Sierra Leone del districte de Koinadugu (SLPP)
- Mohammad B. Daramy, exministre de Planificació del Desenvolupament Econòmic de 2002 a 2007, ex Comissionat de la CEDEAO.
- Alhaji B. A. Sheriff, exdiputat del districte de Koinadugu (SLPP)
- Tejan Amadu Mansaray, exmembre del Parlament de Sierra Leone pel districte de Koinadugu (APC)
- Kadijatu Kebbay, model de Sierra Leone; representà Sierra Leone en el concurs de Miss Món 2006.
- Sheka Tarawalie, periodista, secretari d'Estat de premsa del president Koroma, ex viceministre d'Informació i actual viceministre de l'Interior.
- Alhaji Bomba Jawara, exmembre del Parlament de Sierra Leone pel districte de Koinadugu (SLPP)
- Kanji Daramy, periodista i portaveu de l'expresident Ahmad Tejan Kabbah.
- Brima Dawson Kuyateh, periodista i actual president de la Unió de Periodistes de Sierra Leone
- Karamoh Kabba, escriptor i periodista
- Sitta Umaru Turay, periodista
- K-Man (nascut Mohamed Saccoh), músic
- Alhaji Lansana Fadika, empresari i expresident SLPP per a la zona occidental.
- Sidique Mansaray, futbolista
- Isha Sesay, periodista
- Lansana Baryoh, futbolista
- Brima Keita, entrenador de futbol

### Libèria
- Momolu Dukuly, antic ministre d'afers exteriors
- Amara Mohamed Konneh, Ministre de Finances
- G. V. Kromah, membre de l'antic consell d'estat liberià

### Guinea

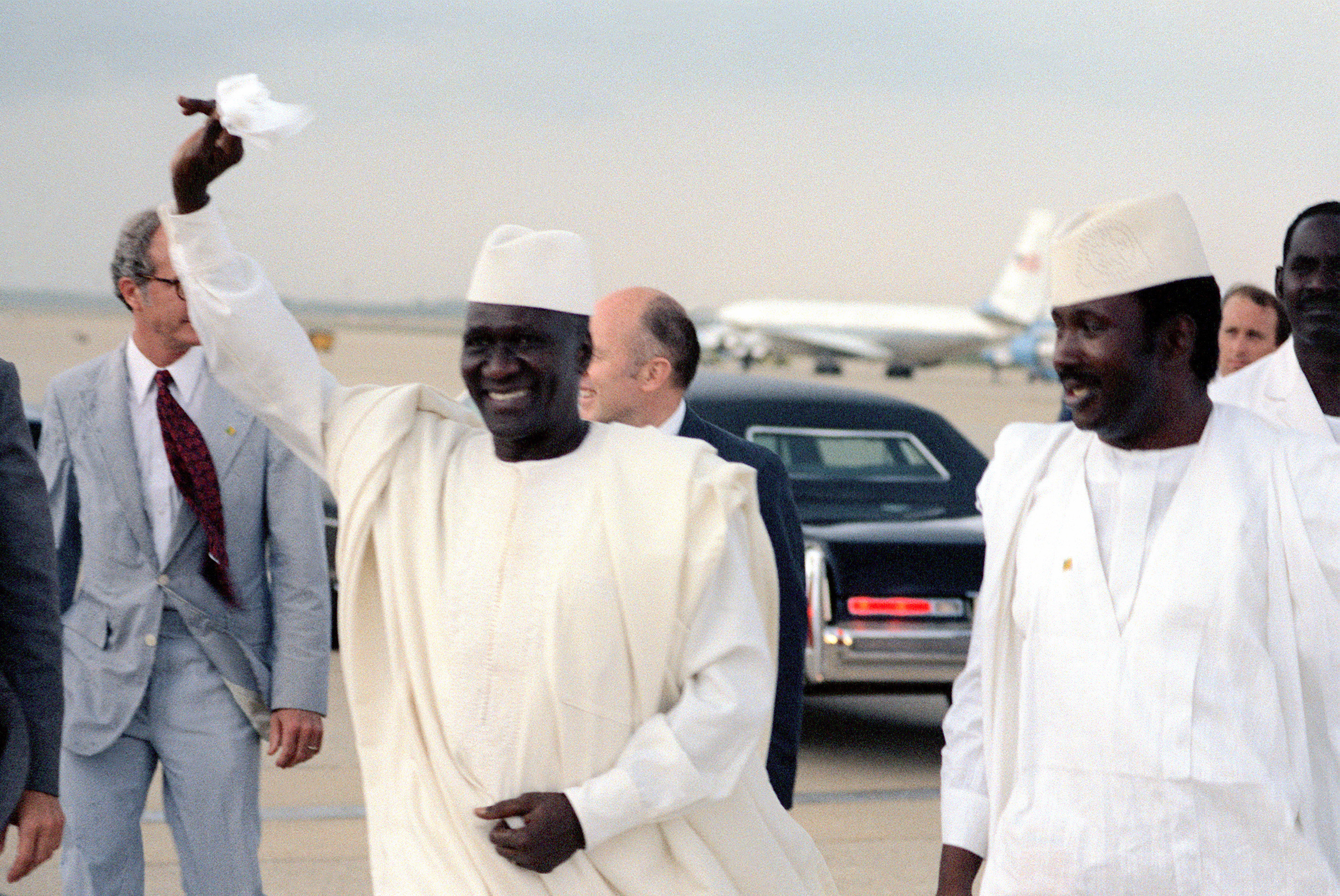
Ahmed Sékou Touré, President de Guinea de 1958 a 1984

- Samori Turé, fundador de l'Imperi Wassoulou, un estat militar islàmic que va resistir la dominació francesa a l'Àfrica Occidental
- Sekou Touré, President de Guinea 1958-1984; net de Samory Touré
- Alpha Condé, actual president de Guinea
- Lansana Kouyaté, exprimer ministre de Guinea
- Kabiné Komara, exprimer ministre de Guinea
- Diarra Traoré, exprimer ministre de Guinea
- Sekouba Bambino, músic guineà
- Sona Tata Condé, músic guineà
- Fodé Mansaré, futbolista guineà
- Daouda Jabi, futbolista guineà
- Mamadi Kaba, futbolista guineà
- N'Faly Kouyate, músic guineà
- Kaba Diawara, futbolista guineà
- Mamady Keïta, músic guineà
- Mory Kanté, músic guineà de kora
- Mamady Condé, canceller de Guinea 2004-2007
- Alhassane Keita, futbolista guineà
- Djeli Moussa Diawara, músic guineà
- Famoudou Konaté, músic guineà

### Gàmbia
- Alhajj Sir Dawda kairabe Jawara, primer President de Gàmbia
- Sheriff Mustapha Dibba, polític veterà i primer vicepresident de Gàmbia
- Ousainou Darboe, líder de l'oposició de Gàmbia
- Residia Jatta, polític de l'oposició
- Jatto Ceesay, futbolista
- Foday Musa Suso, músic internacional.
- Jaliba Kuyateh, el músic més conegut de Gàmbia

### Mali
- Soumaila Coulibaly, futbolista
- Bako Dagnon, cantant de griot

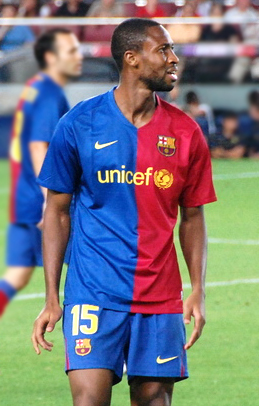
Seydou Keita en el FC Barcelona en 2008

- Massa Makan Diabaté, historiador, escriptor i dramaturg
- Mamadou Diabate, músic de Mali
- Toumani Diabaté, músic de Mali
- Yoro Diakité, exprimer ministre de Mali
- Donava Diawara, polític malià
- Aoua Kéita, política i activista maliana
- Ibrahim Boubacar Keïta, actual president de Mali
- Modibo Keita, President de Mali 1960-1968
- Salif Keïta, músic de Mali
- Seydou Keita, futbolista de Mali
- Sundiata Keita, fundador de l'Imperi de Mali
- Moussa Kouyate, músic de Mali
- Mansa Musa I, el més famós i celebrat de tots els emperadors de Mali
- Mamady Sidibe, futbolista de Mali
- Modibo Sidibé, actual Primer Ministre de Mali
- Baba Sissoko, músic de Mali
- Mohamed Sissoko, futbolista de Mali
- Amadou Toumani Touré, President de Mali 2002-2012

### Costa d'Ivori

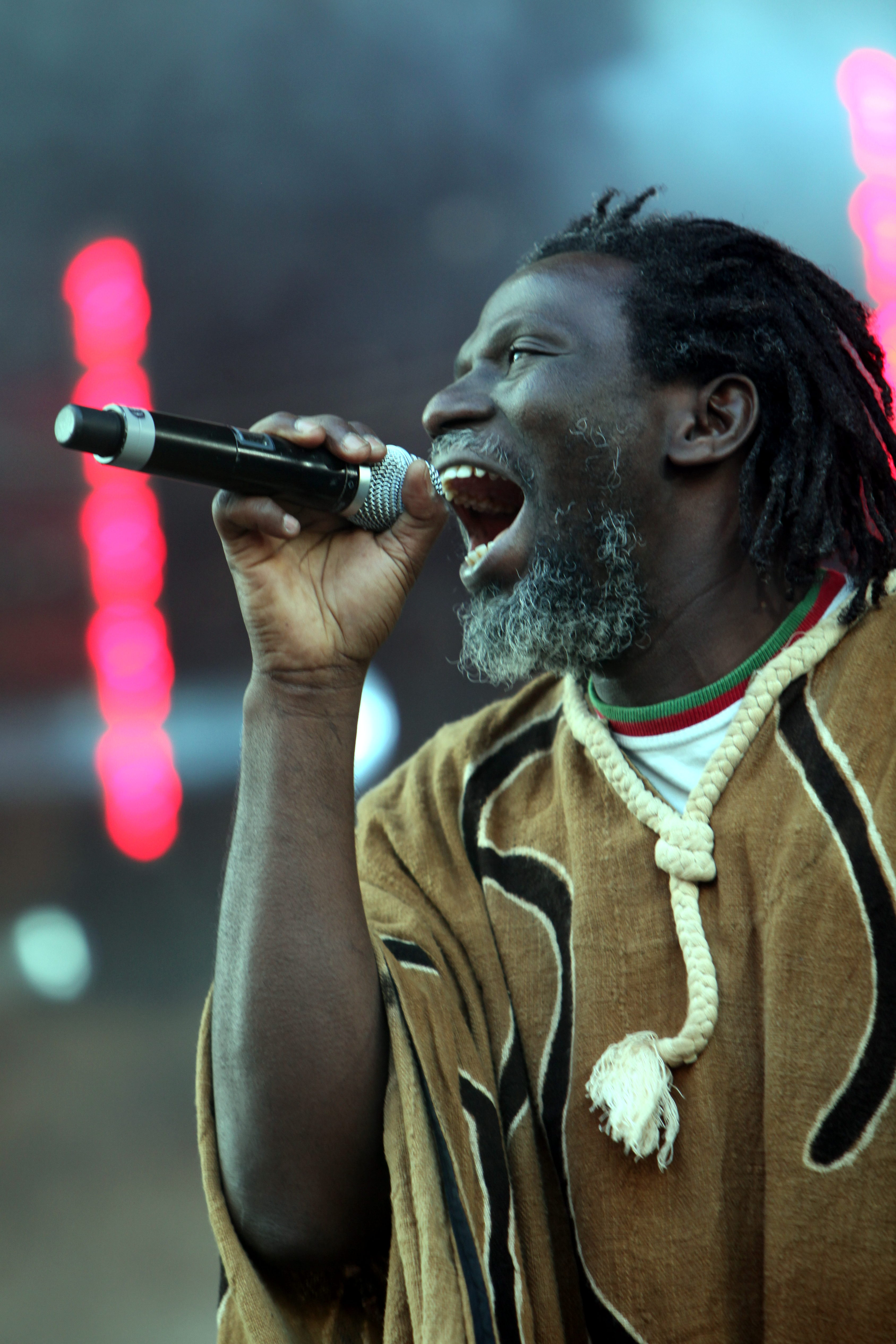
Tiken Jah Fakoly

- Alassane Ouattara, actual president de Costa d'Ivori
- Sékou Touré (Costa d'Ivori) polític de Costa d'Ivori, enginyer ambiental, ex executiu de l'ONU
- Tiken Jah Fakoly, músic de Costa d'Ivori
- Guillaume Soro, polític de Costa d'Ivori
- Henriette Diabaté, polític de Costa d'Ivori
- Kolo Touré, futbolista ivorià
- Arouna Koné, futbolista ivorià
- Abdul Kader Keita, futbolista ivorià
- Bakari Koné, utbolista ivorià
- Alpha Blondy, músic
- Yaya Touré, futbolista ivorià
- Ahmadou Kourouma, escriptor de Costa d'Ivori.
- Sidiki Bakaba, actor i director de cinema de Costa d'Ivori

### Senegal
- Aminata Touré, exprimer ministre del Senegal
- Seckou Keita, músic senegalès
- Souleymane Diawara, futbolista senegalès
- Papiss Demba Cissé, futbolista senegalès
- Moussa Konaté, futbolista senegalès
- Cheikhou Kouyaté, futbolista senegalès
- Sadio Mané, futbolista senegalès
- Mohamed Diamé, futbolista senegalès
- Aliou Cissé, exfutbolista senegalès
- Ludovic Lamine Sané, futbolista senegalès
- Lamine Gassama, futbolista senegalès
- Keita Baldé Diao, futbolista senegalès
- Papa Demba Camara, futbolista senegalès
- Zargo Touré, futbolista senegalès
- Boukary Dramé, futbolista senegalès
- Amara Traoré, exfutbolista senegalès
- Diomansy Kamara, exfutbolista senegalès
- Sidiki Kaba, el ministre de Justícia del Senegal

### Burkina Faso
- Amadou Coulibaly, futbolista
- Cheick Kongo, artista
- Joseph Ki-Zerbo, polític i historiador

### Estats Units
- Martin Delany, abolicionista i escriptor
- Mr. T, actor, atleta
- Alex Haley, escriptor autor en 1976 de Roots: The Saga of an American Family
- Foday Musa Suso, músic
- Black Thought, raper i cofundador de la banda The Roots